# Sint-Jansbergklooster (Zelem)
Het Sint-Jansbergklooster is een voormalig klooster in Zelem in de Belgische provincie Limburg. Het klooster heette oorspronkelijk Sint-Jansdal (Vallis Sancti Johannis Baptiste) en is vernoemd naar Sint-Jan de Doper.
Het klooster ligt tegen een heuvel, die zoals de hele omgeving Sint-Jansberg wordt genoemd.

## Geschiedenis
Dit klooster, van de orde der Kartuizers, werd gesticht in 1329 door de Heer van Diest en diens tweede vrouw, Johanna van Vlaanderen. Tijdens de 14e en 15e eeuw breidde het klooster zich uit. Door de troepen van Willem van Oranje werd het echter, in 1582, verwoest. Hiermee ging ook een zeer belangrijke bibliotheek verloren.
Vanaf 1602 werd de wederopbouw ter hand genomen. Men begon met de kloostergang en het gastenverblijf. Van 1616-1618 volgde de, in 1459 ingewijde, gotische kapel. In 1647 werd het poortgebouw en in 1663 een gastenhuis, met de Sint-Janstoren, gebouwd. Ook in de 18e eeuw vonden bouwactiviteiten plaats, en wel in classicistische stijl. In 1753 werden de interieurs en in 1765 de vensters aangepast aan de smaak van die tijd.
Het klooster was een centrum van letterkunde, boekbinderij en onderwijs. Petrus Dorlandus, de mogelijke auteur van de moraliteit "Elckerlijc", was een monnik in dit klooster.

## Kloostercomplex
Het ommuurde gebouwencomplex bevindt zich in het buitengebied. Het poortgebouw uit 1647 bevat tegenwoordig woningen. Het is uitgevoerd in baksteen met banden van ijzerzandsteen.
Ten zuiden van de binnenplaats bevindt zich het voormalige dominicanessenklooster. Het oudste deel is het voormalige gastenverblijf met enkele renaissancemotieven uit 1602. De andere delen tonen een mengeling van 17e- en 18e-eeuwse stijlen. Het geheel is echter in latere tijd gepleisterd. Meer naar het oosten bevinden zich 19e-eeuwse delen. Ook bevinden zich in de kloostertuin de resten van de voormalige kapel.
In de boomgaard voor het klooster bevindt zich een 17e-eeuwse kapel, de Onze-Lieve-Vrouw-ten-Onrustkapel, in de volksmond ook de Tutterkapel genoemd. De kapel werd in 1984 gerestaureerd.
De belangrijkste onderdelen van het kloostercomplex zijn beschermd als monument.

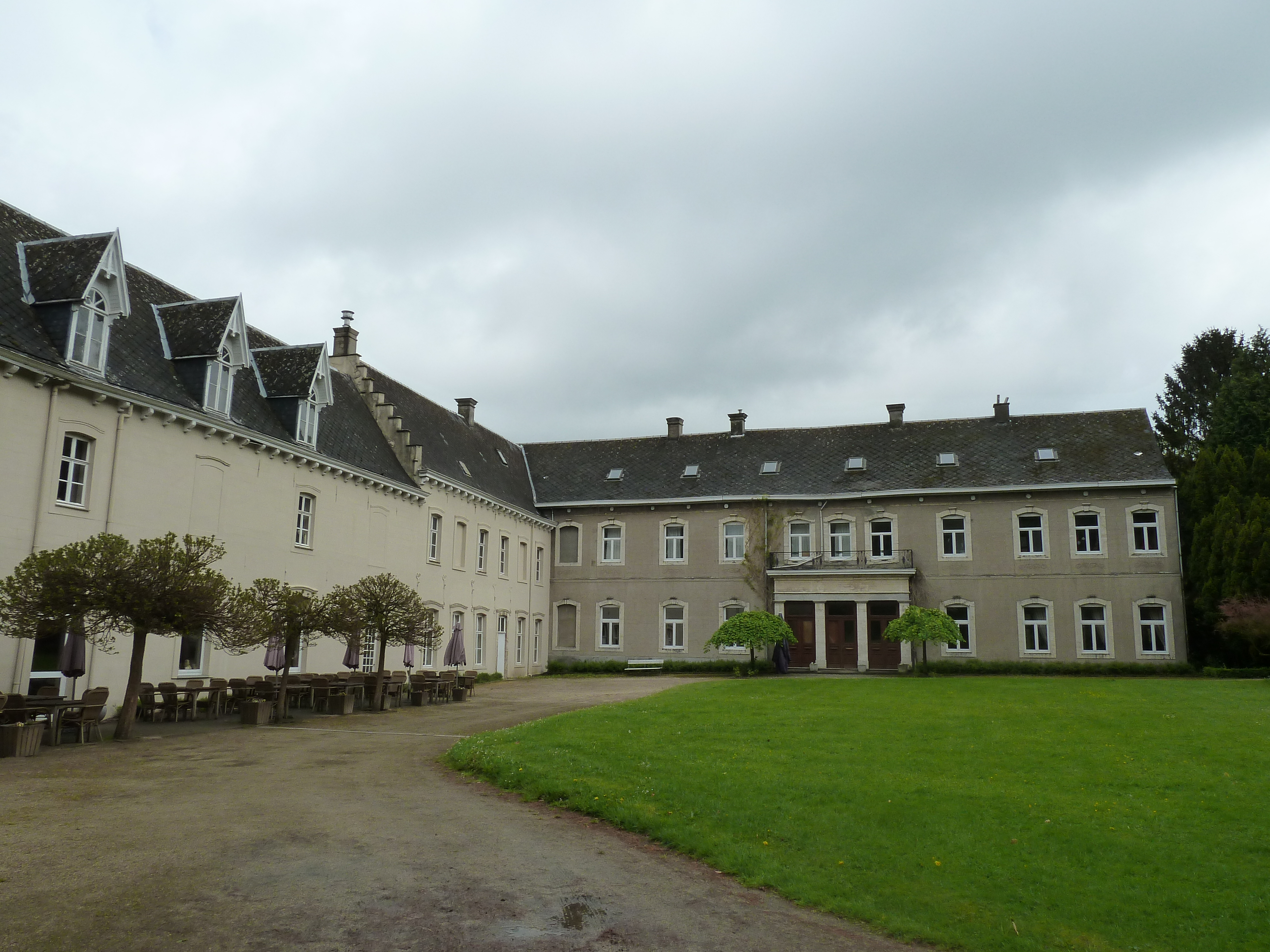
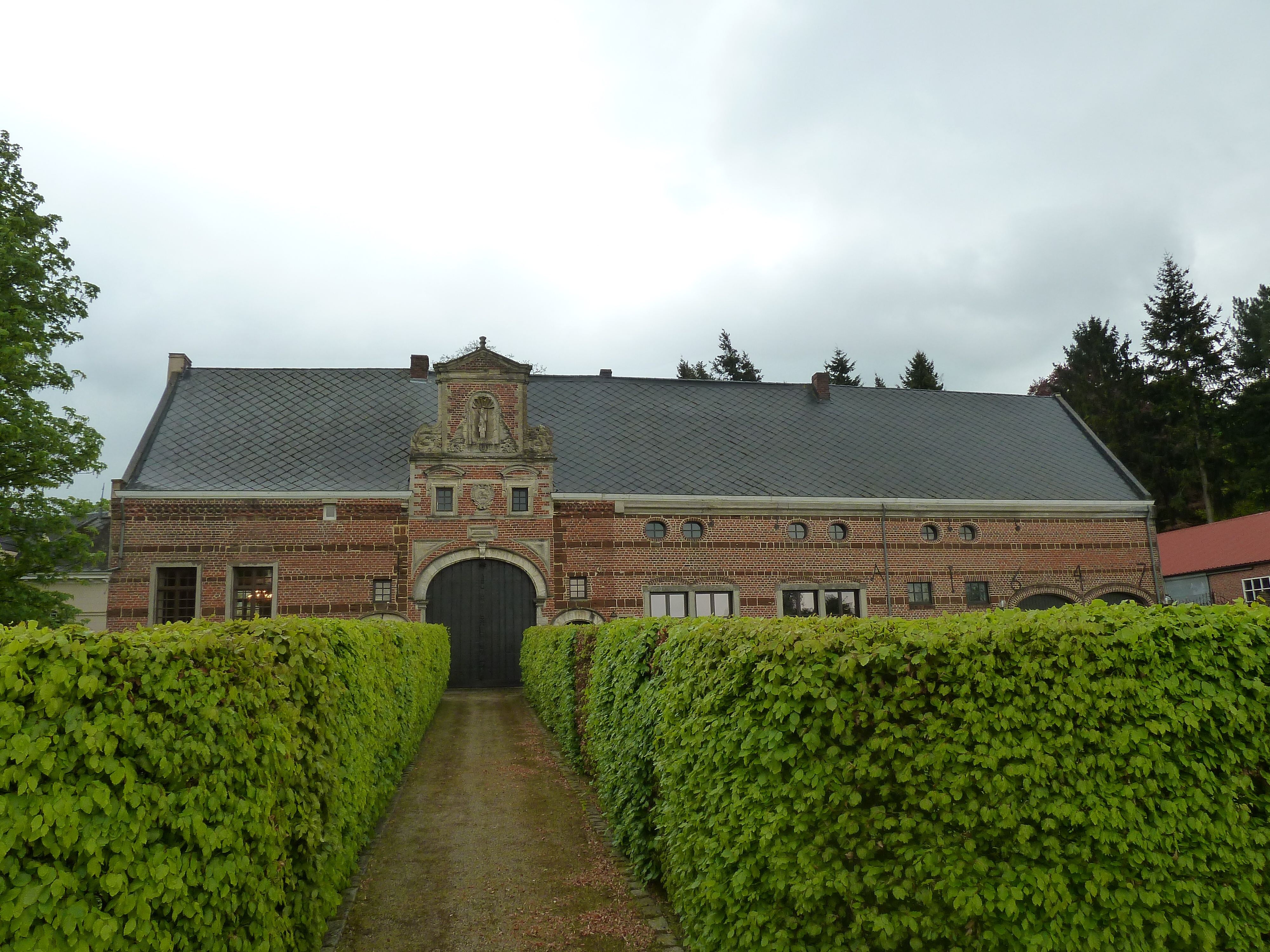
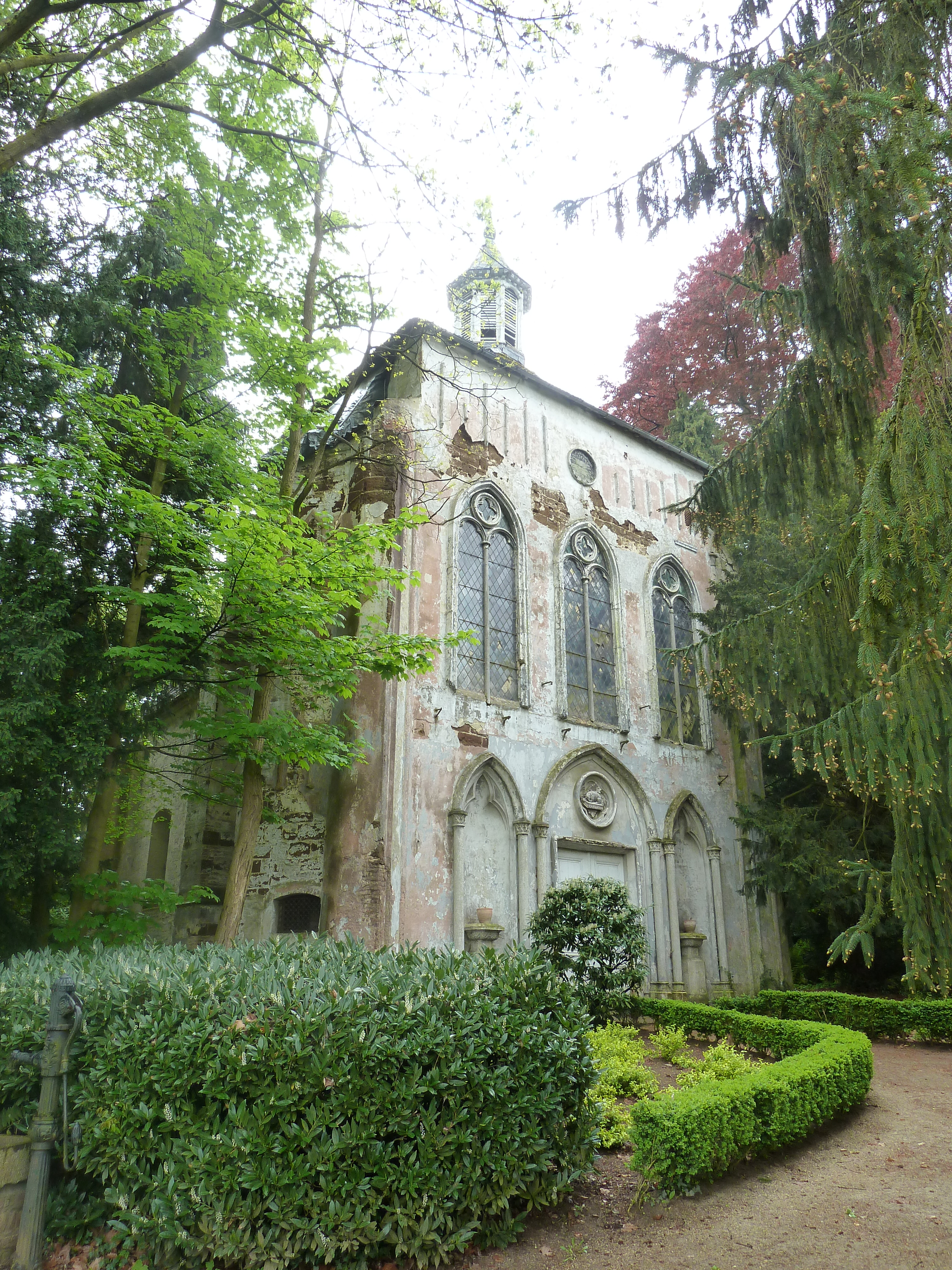
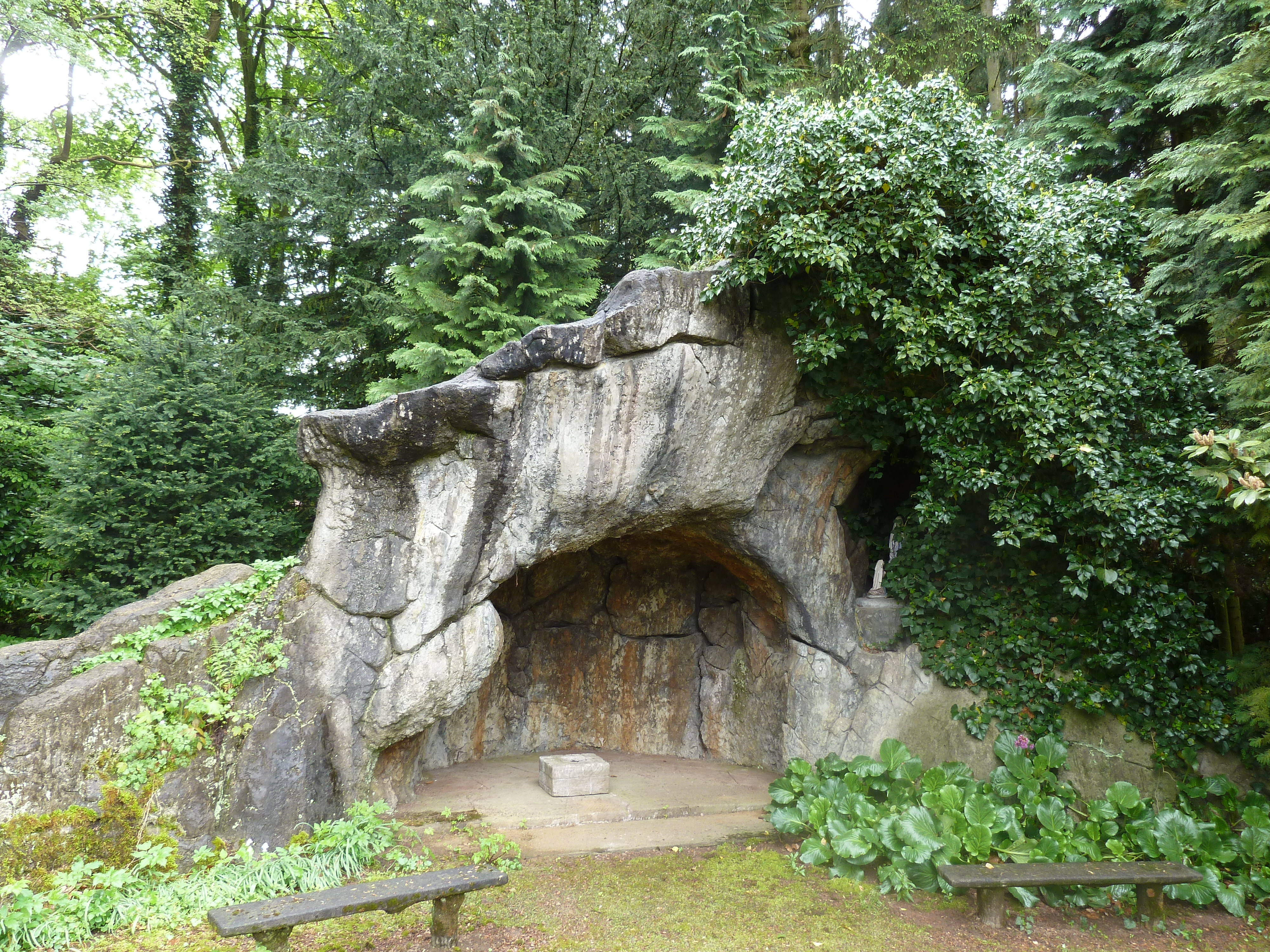

## Sint-Jansbergkasteel
In 1796 werd het klooster opgeheven en werden de monniken naar huis gezonden. In 1798 werd het domein verkocht aan een opkoper van openbare domeinen. Die verslikte zich in zijn investering en ging in 1817 failliet. Het domein werd gekocht door Paul Gericke. Die breidde de Sint-Jansberg uit met enkele hectares. Ook bouwde hij het klooster om tot een kasteel en voegde verschillende gebouwen toe, zoals een orangerie. Ook legde hij een Engelse tuin aan. Hij breidde het domein uit in alle richtingen. Zo kocht hij van de kartuizers een deel van het Sluysbosch, waar de vroegere steengroeves zich bevonden. Deze bossen vulden de eerder aangekochte bossen aan. Deze bossen zijn een natuurgebied.

### Bestemmingen
- In 1831 verkocht Gericke het domein aan Hubert Fischbach Malacord. Hij verfraaide het verder en breidde het nog verder uit. Hij liet op het domein een artesische put graven en een ijskelder bouwen. Ook werd het park nog verder aangelegd. Na zijn dood werd het Sint-Jansbergkasteel nog verschillende malen verkocht, maar niet meer opvallend gewijzigd.

- In 1919 werd het domein door de Aalmoezeniers van de Arbeid omgebouwd tot een vakschool. Een schandaal leidde tot sluiting in 1927. Vanaf 1928 zetelde hier een dominicanessenklooster. In 1993 werd het klooster echter verkocht voor het gebruik van evenementen en recreatieve doeleinden.

- In 2013 werd het domein aangekocht door een coöperatieve vennootschap. Zij gebruikten de originele zalen voor de organisatie van evenementen, workshops, meetings en een eetcafé. Het park bleef behouden en voor de groentetuin werd een vrijwilligerswerking opgestart.

- Begin 2017 ging de coöperatieve vennootschap failliet[5] en werd het Sint-Jansbergklooster gesloten. In 2018 kende het klooster nieuwe eigenaren.[6] Het klooster en domein is privéterrein.[7] Het klooster heeft een bestemming als locatie voor bedrijfs- en privéfeesten gekregen.[8]